# Guceviće
Guceviće (en serbe cyrillique : Гуцевиће) est un village de Serbie situé dans la municipalité de Tutin, district de Raška. Au recensement de 2011, il comptait 85 habitants.

## Démographie
| 1948 | 1953 | 1961 | 1971 | 1981 | 1991 | 2002 | 2011 |
| ---- | ---- | ---- | ---- | ---- | ---- | ---- | ---- |
| 143  | 161  | 171  | 64   | 59   | 62   | 67   | 85   |

|  |